# Пупков, Иван Сергеевич
Иван Сергеевич Пупков (13 марта 1921 года—24 февраля 2002 года) — советский военачальник, участник Великой Отечественной войны. Командир танковой дивизии, начальник Ташкентского высшего общевойскового командного училища, генерал-майор танковых войск (1966).

## Биография

### Начальная биография
Родился 13 марта 1921 года в селе Мокрое  Сасовского района  Рязанской области в крестьянской семье. Родители:Отец – Пупков Сергей Никифорович, мать – Пупкова Татьяна Григорьевна.
В 1940 году окончил 10 классов Будённовской средней школы (ныне станица  Будённовская Пролетарского района Ростовской области).
На период лета 1941 года окончил 3 курса Пролетарского педагогического техникума (станица Пролетарская (с 1970 года – город Пролетарск) Ростовской области). Член КПСС с июля 1944 года.

### Служба в армии
Призван в ряды Красной Армии 15 сентября 1941 года Пролетарским районным военным комиссариатом  Ростовской области.
С сентября 1941 по февраль 1942 года проходил службу в Отдельной саперной армии по обороне города Ростова-на-Дону.
В феврале 1942 года был направлен в Майкоп на обучение в эвакуированное Орловское бронетанковое военное училище. Военную присягу принял 1 мая 1942 года. В августе 1942 года училище направлено в Сухуми, а 24 августа двумя эшелонами отправлено в город Шамхор. 17 сентября 1942 года училище передислоцировано на Урал, в посёлок Дегтярка Свердловской области. 
В марте 1943 года окончил Орловское ордена Ленина Краснознаменное танковое училище имени М. В. Фрунзе (Уральский военный округ).

### Участие в Великой Отечественной войне
Участник Великой Отечественной войны. В действующей армии на фронтах войны с 20 июля по 29 сентября 1943 года и с 27 февраля 1944 по 11 мая 1945 года. 
В период войны занимал следующие командные должности:
С 8 марта по 20 июля 1943 года – командир танка,  244-я танковая бригада 30-го добровольческого танкового корпуса, Брянский фронт. В боевых действиях не участвовал.
С 20 июля по 29 сентября 1943 года – командир танковой роты, 244-я танковая бригада (с октября 1943 года – 63-я гвардейская танковая бригада) 30-го танкового корпуса (с октября 1943 года – 10-й гвардейский танковый корпус), 4-я гвардейская танковая армия, Брянский фронт (третье формирование).
С 29 сентября 1943 года по 5 февраля 1945 года – командир танковой роты, 63-я гвардейская танковая бригада 10-го гвардейского танкового корпуса, 4-я гвардейская танковая армия. C 29 января по 1 февраля 1945 года его танковая рота прошла с боями и форсированием реки Висла более 450 километров. За проявленные мужество, храбрость и героизм гвардии старший лейтенант Пупков И. С. представлен к званию Героя Советского Союза.
С 5 февраля по 11 мая 1945 года – заместитель командира, командир танкового батальона, 63-я гвардейская танковая бригада 10-го гвардейского танкового корпуса, 4-я гвардейская танковая Армия, 1-й Украинский фронт.
Принимал участие в проведении Висло-Одерской, Берлинской и Пражской операций. В апреле-мае 1945 года танковый батальон под командованием старшего лейтенанта Пупкова И.С. с ожесточенными боями прошел от пригорода Берлина – Штансдорфа до центра столицы фашистской Германии. После взятия города Берлина новая задача – освобождение столицы Чехословакии города Праги.

### После войны
С 11 мая 1945 года по январь 1947 года – командир танкового батальона, 63-я гвардейская танковая бригада 10-го гвардейского танкового корпуса, 4-я гвардейская танковая Армия, ГСОВГ (Германия).
С января 1947 года  по ноябрь 1948 года – командир кадровой танковой роты, 63-й гвардейский кадровый танковый батальон 10-го гвардейского отдельного кадрового танкового полка 4-й гвардейской отдельной кадровой танковой дивизии, ГСОВГ (Германия).
С ноября 1948 года  по октябрь 1949 года – слушатель Ленинградской Высшей офицерской бронетанковой школы имени В.М. Молотова.
С октября 1949 года  по конец апреля 1950 года – командир танкового батальона, 63-й танковый полк 10-й гвардейской танковой дивизии, 4-я гвардейская механизированная Армия, ГСОВГ (Германия).
С 29 апреля по 30 октября 1950 года – командир танкового батальона, 73-й танковый полк 111-й танковой дивизии, 6-я гвардейская механизированная Армия, Забайкальский военный округ.
С 30 октября 1950 года  по 9 сентября 1955 года – заместитель командира 182-го отдельного танкового полка, Забайкальский военный округ (приграничная с Китаем группировка войск, развернутая во время Корейской войны 1950-1953 гг.)
С 9 сентября 1955 года по 13 ноября 1958 года – слушатель командного факультета Военной ордена Ленина академии бронетанковых войск имени И.В. Сталина.
С 13 ноября 1958 года  по 30 июля 1960 года – командир 34-го гвардейского тяжелого танкового полка 5-й гвардейской тяжелой танковой дивизии, Забайкальский военный округ (город Кяхта, Бурятия).
С 30 июля 1960 года  по 26 августа 1961 года – командир 114-го учебного тяжелого танкового полка 47-й гвардейской учебной танковой дивизии, Белорусский военный округ (военный городок Печи, Минская область).
С 26 августа 1961 года  по 4 января 1963 года – заместитель командира 47-й гвардейской учебной танковой дивизии, Белорусский военный округ.
С 4 января 1963 года  по 13 января 1967 года – командир 8-й гвардейской танковой дивизии, Белорусский военный округ (город Осиповичи, Могилевская область).
С 13 января 1967 года  по 20 мая 1971 года – военный специалист при командире дивизии Национальной Народной Армии ГДР.
С 20 мая по 23 октября 1971 года находился в распоряжении Главнокомандующего Сухопутными войсками ВС СССР.
С 23 октября 1971 года  по 19 июля 1973 года – начальник Ташкентского высшего общевойскового командного училища имени В.И. Ленина.
С 19 июля 1973 года по 4 февраля 1976 года – помощник командующего войсками Туркестанского военного округа по военно-учебным заведениям и вневойсковой подготовке – начальник отдела военно-учебных заведений и вневойсковой подготовки.
В конце 1980-х годов переехал вместе с семьей на постоянное место жительства в город Ростов-на-Дону. Умер 24 февраля 2002 года. Похоронен в городе Ростов-на-Дону, Российская Федерация.

## Награды
- Орден Красного Знамени (13.08.1944)[2];
- Орден Отечественной войны I степени (20.06.1944)[3];
- Орден Кутузова III степени(11.04.1945)[4];
- Орден Александра Невского (13.06.1945);
- Орден Красной Звезды (09.08.1943)[4];
- Орден Красной Звезды (1957);
- Орден «За службу Родине в Вооруженных Силах СССР» III степени (1975);
- Медаль «За боевые заслуги» (1952);
- Медаль «За оборону Кавказа» (01.05.1944);
- Медаль «За взятие Берлина»  (09.05.1945)[5];
- Медаль «В ознаменование 100-летия со дня рождения Владимира Ильича Ленина» (6 апреля 1970);
- Медаль «За победу над Германией в Великой Отечественной войне 1941-1945 гг.»   (09.05.1945);
- Медаль «За освобождение Праги» (09.06.1945);
- Юбилейная медаль «Двадцать лет Победы в Великой Отечественной войне 1941—1945 гг.» (7 мая 1965)
- Юбилейная медаль «Тридцать лет Победы в Великой Отечественной войне 1941—1945 гг.»[6]
- Юбилейная медаль «Сорок лет Победы в Великой Отечественной войне 1941—1945 гг.»
- Юбилейная медаль «50 лет Победы в Великой Отечественной войне 1941—1945 гг.»[7]
- Медаль Жукова[8]
- Юбилейная медаль «30 лет Советской Армии и Флота» (1948);
- Юбилейная медаль «40 лет Вооруженных Сил СССР» (1958);
- Юбилейная медаль «50 лет Вооруженных Сил СССР» (1968);
- Юбилейная медаль «60 лет Вооруженных Сил СССР» (1978);
- Медаль «За безупречную службу» I степени (1962).

Иностранные награды:
- Чехословацкий Военный крест (1939) -
- Боевой орден «За заслуги перед народом и Отечеством» — в серебре (ГДР);
- Медаль «Заслуженным на поле Славы» (ПНР, 19.05.1945);
- Медаль «За Одру, Нису и Балтику» (ПНР);
- Медаль Победы и Свободы (ПНР);
- Грюнвальдский знак (ПНР);
- Медаль «Китайско-советская дружба» (Китай, 26.02.1951);
- Медаль 40 лет освобождения ЧССР;
- Медаль «30 лет БНА» (БНР, 1974).

## Память
- На могиле установден надгробный памятник[10].
- Имя воина увековечено в Главном Храме Вооружённых сил России, и навсегда запечатлено на мемориале «Дорога памяти» [11]